# 山外里
山外里是中華民國金門縣金湖鎮的一個里，西北與何斗里相連，東南與溪湖里和蓮庵里相接，南與新市里相鄰，東北與金沙鎮的三山里和大洋里接壤，2012年人口3353人，為金湖鎮面積最大的里，轄山外、下莊、埕下（南雄）、建華、安民、陽明聚落，以最大的山外聚落命名。